# Sebastián Francini
Sebastián Javier Francini (nació el 8 de septiembre de 1989 en Merlo) es un actor y cantante argentino. Conocido por haber participado en la telenovela infantil Chiquititas, creada por Cris Morena.

## Carrera
Sebastián Javier Francini nació el 8 de septiembre de 1989 en Merlo, Buenos Aires.Tiene ascendencia italiana. En el año 2000 Sebastián Francini, ganó un premio Martín Fierro en la categoría "Mejor actuación infantil-juvenil" de 1999. Paralelamente a su carrera de actor, Francini ha incursionado también en la música a partir de su intervención en las bandas Patada de Mulo en 2015 y actualmente, Sebastián Francini y La Vanguardia, con la que publicó los sencillos "Error de conexión" y "Esperando el momento" en plataformas digitales como iTunes y Spotify.

## Televisión
| Año       | Título                             | Personaje         | Canal    |
| --------- | ---------------------------------- | ----------------- | -------- |
| 1997      | Cada día te quiero más             |                   | Canal 13 |
| 1998-2001 | Chiquititas                        | Nacho / Sebastián | Telefe   |
| 2000      | El nieto de Don Mateo              | Él mismo          | Canal 9  |
| 2001      | Poné a Francella                   | Él mismo          | Telefe   |
| 2001      | Maru a la Tarde                    | Él mismo          | Telefe   |
| 2002-2003 | Máximo corazón                     | Tommy             | Telefe   |
| 2004      | Frecuencia 04                      | Maxi              | Telefe   |
| 2004      | Sabor a Mí                         | Él mismo          | Telefe   |
| 2005      | Susana Giménez (Sketch El Sainete) | Quintopiso        | Telefe   |
| 2006      | Oye mi canto                       | Él mismo          | América  |
| 2007      | Romeo y Julieta                    | Octavio Burman    | Canal 9  |

## Teatro
| Año       | Obra                                    | Personaje                | Teatro                                        |
| --------- | --------------------------------------- | ------------------------ | --------------------------------------------- |
| 1998-2001 | Chiquititas                             | Nacho / Sebastián        | Teatro Gran Rex                               |
| 2003      | El Principito: Una aventura musical     | El Principito            | Teatro Gran Rex / Mar del Plata               |
| 2004      | El Príncipe de la Cenicienta            | El Príncipe              | Teatro Broadway (Rosario) / Gira Nacional     |
| 2005      | Camino a Broadway                       | Sebastián                | Teatro Broadway (Rosario)                     |
| 2006      | El Príncipe Azul de Cenicienta          | Príncipe Damián          | Auditorium Baúen                              |
| 2007      | Pasión Bohemia                          | Marcel                   | Ciudad Cultural Konex                         |
| 2008      | El Regreso del Joven Príncipe           | Él mismo                 | La Rural                                      |
| 2008      | Peter Pan                               | Peter Pan                | Complejo Metropolitano / El Círculo (Rosario) |
| 2010      | Anastasia                               | Dimitri                  | Teatro Premier                                |
| 2013      | Rapunzel, una aventura muy descabellada | Príncipe                 | Teatro 3 de Febrero (Paraná)                  |
| 2013-2014 | El Principito: Una aventura musical     | Hombre de negocios / Rey | Teatro Coliseo / Auditorio Belgrano           |
| 2015      | El Club del Chamuyo                     | Ken                      | Teatro Porteño                                |
| 2015      | Descuidistas                            | Diego                    | Teatro Porteño                                |
| 2016      | Cruising                                | Dante                    | Teatro Porteño / Teatro El Bombín             |
| 2016      | MIQVA, la obra                          | Fede                     | Teatro Porteño                                |
| 2016      | Romeo y Julieta: Una historia de rock   | Romeo                    | Teatro Porteño                                |
| 2016      | El tango es puro cuento                 |                          | Ciudad Cultural Konex                         |
| 2016      | El Club del Chamuyo: El musical         | Ken                      | Teatro Metropolitan                           |
| 2016      | Circo Aventuras, al rescate             |                          | Lomas de Zamora                               |
| 2016-2017 | Beatnik: Una historia verídica          | Lucien Carr              | Maipo Kabaret                                 |
| 2019      | Madre coraje                            | Caradequeso              | Teatro La Comedia                             |
| 2020      | Burlesque Baires Show                   | Productor artístico      | Teatro Provincial                             |
| 2022      | SEX, viví tu experiencia                | Él mismo                 | Gira Nacional e Internacional                 |

## Cine
| Año  | Película                   | Personaje | Dirección         |
| ---- | -------------------------- | --------- | ----------------- |
| 2000 | Papá es un ídolo           | Martín    | Juan José Jusid   |
| 2001 | Chiquititas: Rincón de luz | Sebastián | José Luis Massa   |
| 2003 | Un hijo genial             | Tommy     | José Luis Massa   |
| 2008 | Valentina, la película     | Fede      | Eduardo Gondell   |
| 2021 | Hombre muerto              | Comisario | Andrés Tambornino |
| 2023 | Unicornio                  |           | Natural Arpajou   |

## Premios y nominaciones
| Año  | Premio                | Categoría                | Programa    | Resultado |
| ---- | --------------------- | ------------------------ | ----------- | --------- |
| 1999 | Premios Martín Fierro | Mejor Actuación Infantil | Chiquititas | Ganador   |
| 2000 | Premios Martín Fierro | Mejor Actuación Infantil | Chiquititas | Nominado  |